# Khai Trung
Khai Trung là một xã thuộc huyện Lục Yên, tỉnh Yên Bái, Việt Nam.

## Địa lý
Xã Khai Trung nằm ở phía huyện Lục Yên, có vị trí địa lý:
- Phía đông giáp xã Lâm Thượng
- Phía tây và bắc giáp xã Minh Chuẩn
- Phía nam giáp xã Tân Lĩnh.

Xã Khai Trung có diện tích 12,93 km², dân số là 1.236 người, mật độ dân số đạt 96 người/km².

## Hành chính
Xã Khai Trung được chia thành 2 thôn.